# Дубній
Ду́бній (Db) — синтетичний хімічний елемент із атомним номером 105. Дубній є високорадіоактивним — найстабільніший відомий ізотоп, дубній-268, має період напіврозпаду дещо більше доби. Цей факт значно обмежує можливості щодо дослідження елемента.
Дубнію не існує в природі, натомість його створюють штучним шляхом. Першим заявив про відкриття елемента радянський Об'єднаний інститут ядерних досліджень (ОІЯД) 1968 року, а 1970 про успішний синтез заявила американська Лабораторія імені Лоуренса в Берклі. Обидві команди запропонували свої назви для нового елемента та використовували їх за відсутності офіційного затвердження. Тривалу суперечку було вирішено 1993 року офіційним розслідуванням щодо повідомлень про відкриття, здійсненим об'єднаною робочою групою IUPAC та IUPAP, що завершилось офіційним поділом честі відкриття між обома командами. 1997 року елементові було офіційно надано назву «дубній» — на честь міста Дубна, місця розташування ОІЯД.
У періодичній системі хімічних елементів дубній розташований у 5 групі, він є третім елементом 6d-серії перехідних металів. Обмежене дослідження хімічних властивостей елемента показало, що дубній поводиться як типовий елемент 5 групи та є важчим гомологом танталу; деякі відхилення від періодичного закону виникають через наявність релятивістських ефектів.

## Історія
Відкритий у 1967 році в центрі ядерних досліджень м. Дубна при обстрілі америцію ядрами неону:
{\displaystyle \mathrm {{}_{\ 95}^{243}Am+{}_{10}^{22}Ne\rightarrow 5\,{}_{0}^{1}n+{}_{105}^{260}Db} }
так і групою вчених під керівництвом Альберта Ґіорсо Університету Каліфорнії (Берклі) , однак за іншим механізмом і спочатку назвали новий елемент ганій (Hahnium, за іменем Отто Гана):
{\displaystyle \mathrm {{}_{\ 98}^{249}Cf+{}_{\ 7}^{15}N\rightarrow 4\,{}_{0}^{1}n+{}_{105}^{260}Db} }
{\displaystyle \mathrm {{}_{\ 98}^{250}Cf+{}_{\ 7}^{15}N\rightarrow 4\,{}_{0}^{1}n+{}_{105}^{261}Db} }
{\displaystyle \mathrm {{}_{\ 97}^{249}Bk+{}_{\ 8}^{16}O\rightarrow 4\,{}_{0}^{1}n+{}_{105}^{261}Db} }
{\displaystyle \mathrm {{}_{\ 97}^{249}Bk+{}_{\ 8}^{18}O\rightarrow 5\,{}_{0}^{1}n+{}_{105}^{262}Db} }
Свою назву має цей елемент офіційно з 1997 року. До цього часу використовувались різні назви.

## Кількість
Елемент синтезований у дуже невеликих кількостях лише із дослідницькою метою. Наприклад при експериментах А. Ґіорсо вдавалося синтезувати лише 6 атомів за годину, отже кількість недостатню для проведення систематичних досліджень.

## Походження назви
Радянські дослідники пропонували назвати новий елемент нільсборієм (Ns) на честь Нільса Бора, американці — ганієм (Ha) на честь Отто Гана, одного з авторів відкриття спонтанного поділу урану, комісія ІЮПАК — жоліотієм (Jl) на честь Жоліо Кюрі. До офіційного рішення елемент мав тимчасову назву «уннілпентій» (від латинських числівників 1, 0, 5). Символи Ns, На, Jl можна було бачити в таблицях елементів, виданих в різні роки. Врешті, за ІЮПАК цей елемент отримав назву дубній — на честь Дубни.